# My Father's Eyes
My Father's Eyes è un singolo del cantautore britannico Eric Clapton, pubblicato nel 1998 ed estratto dall'album Pilgrim.
Nell'ambito dei Grammy Awards 1999 il brano ha ottenuto il premio come miglior interpretazione vocale maschile.

## Tracce
- CD

1. My Father's Eyes
2. Theme from a Movie That Never Happened
3. Inside of Me

## Video musicale
Il videoclip della canzone è stato diretto da Kevin Godley.

## Classifiche
| Classifiche (1998) | Posizione massima |
| ------------------ | ----------------- |
| Regno Unito        | 33                |